# Porella
Porella là một chi rêu trong họ Porellaceae.